# Harlan (Kentucky)
Harlan település az Amerikai Egyesült Államok Kentucky államában, Harlan megyében, melynek megyeszékhelye is. Lakosainak száma 1776 fő (2020. április 1.).

## Népesség
A település népességének változása:

| 2010 | 1 745 |
| 2020 | 1 776 |